# Грендж-гілл (станція метро)
51°36′48″ пн. ш. 0°05′32″ сх. д. / 51.613333° пн. ш. 0.092222° сх. д.
Грендж-гілл (англ. Grange Hill) — станція Центральної лінії Лондонського метрополітену. Станція знаходиться у Чигвелл, Еппінг-Форест, Ессекс, у 4-й тарифній зоні, на петлі Гаїнолт між метростанціями — Чигвелл та Гаїнолт. В 2018 році пасажирообіг станції — 0.62 млн пасажирів
Конструкція станції — наземна відкрита з двома береговими платформами на дузі.

## Історія
- 1 травня 1903: відкриття станції у складі Great Eastern Railway[en][3]
- 29 листопада 1947: закриття станції у складі London and North Eastern Railway[en].[3]
- 21 листопада 1948: відкриття станції у складі Центральної лінії.[3]
- 4 жовтня 1965: закриття товарної станції[4]

## Пересадки
На автобуси London Buses маршрутів: 362, 462 та шкільний маршрут 43

## Послуги
| Попередня станція | Лінія | Лінія                                           | Лінія | Наступна станція |
| ----------------- | ----- | ----------------------------------------------- | ----- | ---------------- |
| Чигвелл           |       | Лондонське метро Центральна лінія петля Гаїнолт |       | Гаїнолт          |